# Bahnstrompreissystem (Deutschland)
Das Bahnstrompreissystem (BPS) ist das Entgeltsystem der DB Energie für Bahnstrom.

## Entgeltsystematik
Die nach dem Preissystem gelieferte Bahnenergie wird in Euro je bezogener Kilowattstunde abgerechnet.
Dabei wird zwischen einem Hochtarif (6 bis 22 Uhr) von 6,90 Cent je Kilowattstunde und einem Niedertarif (zwischen 22 und 6 Uhr) von 5,80 Cent unterschieden. Zusätzlich werden Netzentgelte, Steuern und Abgaben erhoben.

### Rabatte
Zum 1. Juli 2014 hat die DB Energie ein neues Preissystem eingeführt, das die Abschaffung aller Rabatte beinhaltet.
Als prozentualer Abschlag sind drei miteinander kombinierbare Rabatte vorgesehen:
- Kunden, die sich verpflichten, für mindestens zwei und maximal zehn Jahre wenigstens 50 Prozent ihrer geplanten Energiemenge fest abzunehmen, erhalten einen Rabatt zwischen zwei und zehn Prozent. Dabei entspricht der Rabatt in Prozent der Laufzeit in Jahren.[1]
- Bei der Abnahme bestimmter Energiemengen wird ein zusätzlicher Rabatt angesetzt: Bei einer Abnahmemenge von wenigstens 50 Gigawattstunden (GWh) pro Jahr wird ein einprozentiger Nachlass gewährt, ab 100 GWh/Jahr zwei, ab 200 GWh drei sowie ab 500 GWh vier Prozent.[1]
- Bei der Abnahme von wenigstens 2.000 Gigawattstunden (GWh) pro Jahr erhalten Kunden darüber hinaus einen fünfprozentigen Auslastungsrabatt.[1]

Der Mengenrabatt von maximal vier Prozent wird nur von großen Eisenbahnverkehrsunternehmen und Einkaufsgemeinschaften erreicht.

## Geschichte
Ab 1997 rechnete die Deutsche Bahn Energiebezug separat (unabhängig vom Trassenpreis) ab. Der Verbrauch wurde zunächst anhand von Lastprofilen (Zugtyp, Last, Strecke) ermittelt. Noch um 2001 trat dabei allein DB Netz gegenüber Eisenbahnverkehrsunternehmen auf, um Trassen-, Anlagen- und Bahnstromnutzung zu regeln. Die Abnahme von elektrischer Energie wurde dabei in individuellen Verträgen mit den Verkehrsunternehmen geregelt, teilweise auch direkt durch DB Energie. Erst mit dem Einbau von Energiezählern in den Triebfahrzeugen wurde eine tatsächlich verbrauchsabhängige Berechnung überhaupt erst ermöglicht.
Anfang 2003 führte DB Energie das Bahnstrompreissystem 2003 (BPS 03) ein. Diese Neuregelung der Bahnenergieversorgung sei nach Unternehmensangaben den veränderten gesetzlichen Rahmenbedingungen des Energie- und Kartellrechts geschuldet gewesen. Dabei wurden einstufige Mischpreise in Eurocent je Kilowattstunde erhoben, differenziert nach drei Zeitzonen (Hoch-, Mittel- und Niedertarif), ins Netz zurückgespeiste Energie wurde dabei vergütet. Darüber hinaus waren Rabatte für Großabnehmer und langlaufende Verträge vorgesehen. Diese seien nach Unternehmensangaben durch Kostenvorteile bei Beschaffung und Bereitstellung gerechtfertigt gewesen.
Zum 1. Januar 2004 führte DB Energie mit dem BPS 2004 ein überarbeitetes Bahnstrompreissystem ein. Vollversorgungskunden erhielten die Möglichkeit, Festpreise für ein Jahr zu vereinbaren, der Preisunterschied zwischen Hoch- und Niedertarif wurde verringert, die Preise verändert und die Vergütung für zurückgespeiste Energie erhöht. Die Erhöhung des Niedertarif-Preises von 4,20 ct/kWh auf 6,40 ct/kWh und der gleichzeitigen Senkung des Hochtarif-Preises von 11,70 auf 10,50 ct/kWh sei für DB Energie nach eigenen Angaben ergebnisneutral gewesen. Für einen optionalen Aufpreis von 0,80 ct je kWh wurden diese Preise für das Kalenderjahr fixiert. Zurückgespeiste Bahnenergie wurde mit 3,30 ct (Niedertarif), 3,80 ct (Mitteltarif) bzw. 4,20 ct (Hochtarif) vergütet.
Nach dem Preisstand zum 1. Januar 2011 wurde dabei zeitlich nach drei Tarifstufen unterschieden:
- Der von 5:30 bis 9:00 Uhr sowie von 16:00 bis 19:00 Uhr geltende Hochtarif sieht ein Entgelt von 13,20 Cent je kWh vor.[1]
- Der von 9:00 bis 16:00 sowie von 19:00 bis 22:00 Uhr geltende Mitteltarif wird mit 11,45 Cent je kWh angesetzt.[1]
- Der von 22:00 bis 5:30 Uhr geltende Niedertarif wird mit 10,00 Cent je kWh berechnet.[1]

Zurückgespeiste Energie wurde mit 4,80 Cent (Niedertarif), 5,50 Cent (Mitteltarif) bzw. 6,00 Cent (Hochtarif) je Kilowattstunde vergütet (zuzüglich Umsatz- und Stromsteuer).
Zum 1. Januar 2012 stiegen die Preise auf 10,70, 12,15 bzw. 13,75 Cent je Kilowattstunde an. Der EEG-Zuschlag steigt auf 1,0 bzw. 0,11 Cent je Kilowattstunde. Die Vergütung für zurückgespeiste Energie wurde auf 5,85, 6,70 bzw. 7,10 Cent je Kilowattstunde angehoben. Die Listenpreise der Vollversorgung sind zwischen 2005 und 2011 um 20 Prozent (Hochtarif) und 39 Prozent (Niedertarif) gestiegen.
Am 26. März 2012 kündigte die Deutsche Bahn an, rückwirkend zum 1. Januar 2012 die Preise zu senken (im Hochtarif von 13,75 auf 12,50 Cent je kWh, im Niedrigtarif von 10,70 auf 10,60 Cent je kWh), die Zahl der Tarifstufen von drei auf zwei zu reduzieren und die Vergütung für zurückgespeiste Energie um mehr als 20 Prozent anzuheben. Bis 2013 solle ferner ein neues Bahnstrompreissystem ohne die bisherigen Rabatte eingeführt werden.
In diesen Preisen (jeweils ohne Umsatz- und Stromsteuer) sind Netzzugang, Energielieferung sowie weitere Dienstleistungen enthalten. Darüber hinaus wird, nach § 37 Abs. 1. EEG ein Zuschlag von 0,7 Cent bzw. 0,08 Cent je kWh (mit genehmigtem Härtefallantrag nach §§ 40 ff.) erhoben.
Zum 1. Juli 2014 wurde das BPS 2014 eingeführt. Damit wurden sämtliche Mengen- und Laufzeitrabatte abgeschafft und Entgelte für Netznutzung und Energielieferung separat ausgewiesen. Vorgesehen sind dabei die Produkte BahnstromClassic, bei dem Kunden für ein Kalenderjahr eine bestimmte Energiemenge vorbestellen und BahnstromComfort, bei dem auch ohne Liefervertrag Eisenbahnverkehrsunternehmen beliefert werden. Für den Bereich der Energielieferung unterscheidet das System zwei Zeitzonen: einen Hochtarif, der von 6 bis 22 Uhr gilt, und einen Niedertarif (22 bis 6 Uhr). Für rückgepeisten Bahnstrom wird eine Vergütung gewährt. Bahnstrom von anderen Lieferanten soll zu einem Netzentgelt durchgeleitet werden.

## Durchleitungspreissystem
Zum 1. Januar 2004 wurde das Durchleitungspreissystem (DPS) eingeführt. 50-Hz-Strom, der an einem definierten Punkt in das Netz von DB Energie eingespeist wurde, wurde von dem Unternehmen in Bahnenergie umgewandelt und konnte an einem beliebigen Punkt im Netz abgerufen werden. Die Durchleitungsgebühr betrug dabei 5,45 Cent je Kilowattstunde. Nach eigenen Angaben habe das Unternehmen damit als erstes Bahnenergieunternehmen in Europa eine solche Durchleitung angeboten. Im ersten Halbjahr 2005 bezog mit Rail4Chem im Rahmen eines einmonatigen Pilotversuchs erstmals Bahnstrom eines anderen Anbieters über das Netz von DB Energie. Der Bundesgerichtshof verpflichtete DB Energie im November 2010 letztinstanzlich, die Preise für die Durchleitung von Energie durch die Bundesnetzagentur (nach Energiewirtschaftsgesetz) genehmigen zu lassen.
Während die Durchleitungsentgelte je Kilowattstunde von 5,81 Cent (2005) auf 6,61 Cent (2011) stiegen, sanken diese Netzentgelte im allgemeinen Strommarkt in dieser Zeit. Es gab bislang (Stand: Januar 2012) keine nennenswerten Stromlieferungen durch Drittanbieter an Eisenbahnverkehrsunternehmen. Am 29. Februar 2012 genehmigte die Bundesnetzagentur die für die Durchleitung anfallenden Netzentgelte für die Jahre 2005 bis 2008 und schrieb die Erlösobergrenze für die Jahre 2009 bis 2013 fest. Das Entgeltvolumen sei dabei gegenüber dem Antrag der DB Energie um 23 Prozent gekürzt worden.

## Vermiedene Netzentgelte
Für von den Triebfahrzeugen zurückgespeisten Bahnstrom wird eine Vergütung gewährt. Diese setzt sich aus einem Entgelt für die zurückgespeiste Energie und einem Netzentgelt für vermiedene Netznutzung, dem so genannten vermiedenen Netzentgelt, zusammen. Die vermiedenen Netzentgelte wurden im Jahr 2006 unter der Annahme, dass dezentrale Einspeisung einen Netzausbau vermeide, in der Stromnetzentgeltverordnung für alle Netzbetreiber eingeführt. Da sich diese Annahme in der Praxis nicht bestätigt hat, sollen mit dem Netzentgeltmodernisierungsgesetz die vermiedenen Netzentgelte auf den Stand vom 31. Dezember 2015 eingefroren und bis zum Jahr 2027 schrittweise abgeschafft werden. Die Bundesregierung hat zugesagt, konkrete Auswirkungen auf die Wettbewerbssituation des Schienenverkehrs zu evaluieren und entstehende Nachteile gegebenenfalls auszugleichen.

## Kritik
Kritiker bemängelten, das BPS 03 habe durch seine Rabatte Privatbahnen benachteiligt. In den Genuss von Großkundenrabatten hätten beispielsweise nur konzerneigene Unternehmen kommen können. Mehrere Privatbahnen erhoben gegen das BPS 03 Beschwerde beim Bundeskartellamt. Sie führten dabei unter anderem eine Benachteiligung durch das enthaltene Rabattsystem an, von dem (auch in den Jahren 2004 und 2005) nur konzerneigene Eisenbahnverkehrsunternehmen profitiert hätten. DB Energie betonte, das Preissystem sei in Kooperation mit den Kunden entstanden. Auch Netzwerk Privatbahnen sei daran beteiligt gewesen.
Laut einem Bericht in einem Technikmagazin der Deutschen Bahn hätten konzerneigene Unternehmen Traktionsstrom für 5 Cent je Kilowattstunde erhalten, private Eisenbahnverkehrsunternehmen dagegen 7 Cent je Kilowattstunde entrichten müssen. Kritiker bemängelten ferner, dass der Verbrauch der Konzernunternehmen der Deutschen Bahn geschätzt werde, während bei Privatbahnen Stromzähler (TEMA-Boxen) den präzisen Verbrauch ermitteln würden. (Die TEMA-Kompaktbox erfassen den Energieverbrauch eines Triebfahrzeugs und übermitteln diesen per Funk an die das Abrechnungssystem der DB Energie in Frankfurt am Main. Dabei wird der 15-minütig gemittelte Energieverbrauch zur Abrechnung herangezogen. (Stand: 2003))
Eine Privatbahn kürzte ab 2003 Rechnungen der DB Energie um einen sogenannten Diskriminierungsabschlag und erhob vor dem Landgericht Frankfurt am Main Klage gegen die DB Energie auf Feststellung, dass sie nur diesen Betrag dem Unternehmen schulde. Der Diskriminierungsabschlag überstieg dabei den Gewinn des klagenden Eisenbahnverkehrsunternehmens (jeweils bezogen auf ein Jahr). Die DB Energie legte dagegen Widerklage ein und verlangte eine Zahlung der 2003 und, teilweise, 2004 einbehaltenen Beträge. Versuche der Privatbahn, von anderen Anbietern Energie zu beziehen, schlugen ebenso fehl wie Versuche der DB Energie, den Netzzugang zu verweigern. Zwischenzeitlich kürzten auch andere private Eisenbahnverkehrsunternehmen ihre Bahnstromrechnungen.
Mit Urteil vom 15. Dezember 2004 wies das Landgericht Frankfurt am Main die Widerklage der DB Energie vollständig ab. Das Gericht erklärte unter anderem die in BPS 03 und 04 enthaltenen Vergütungsregelungen wegen Verstoßes gegen das kartellrechtliche Diskriminierungsverbot für ungültig. Während Railion, die Schienengüterverkehrstochter der Deutschen Bahn, einen Marktanteil von 94 Prozent halte und als einzige die umfänglich habe nutzen können (14 % Rabatt), hätten lediglich vier Konkurrenzunternehmen die erste Rabattstufe in Anspruch nehmen können (1 Prozent Rabatt, ab 50 GWh).
Umstritten war auch, ob die Bundesnetzagentur auf Antrag von Privatbahnen im Jahr 2003 ein kartellrechtliches Verfahren gegen DB Energie eingeleitet hatte. Während Beobachter dies anhand eines vergebenen Aktenzeichens erfüllt sahen, betonte DB Energie, das Aktenzeichen habe nur der Erfassung des Schriftwechsels gedient.
Am 6. Juli 2005 wies dasselbe eine Klage der Deutschen Bahn AG gegen eine Privatbahn ab, die einen Diskriminierungsabschlag für das Jahr 2002 einbehalten hatte. Daraufhin reichte ein anderes Unternehmen eine Rückzahlungsklage beim selben Gericht ein.
DB-Konkurrenten kritisieren unter anderem, dass sie keine Verträge mit anderen Energieanbietern abschließen dürften und auch die zurückgespeiste Bremsenergie nicht angemessen vergütet werde. Einer Einkaufsgemeinschaft von 26 Konkurrenten sei nicht gelungen, die Rabatte zu erhalten, die die DB ihren eigenen Tochtergesellschaften eingeräumt habe. Diese als Raileco bezeichnete Einkaufsgemeinschaft erwarte im Jahr 2011 eine gemeinsame Abnahmemenge von rund 1.000 GWh könne nur die Hälfte der Abnahmemenge organisieren, die zur Inanspruchnahme des Auslastungsrabatts erforderlich sei. Der fünfprozentige Auslastungsrabatt (ab einer jährlichen Abnahmemenge von 2000 GWh) kann nur von Unternehmen der Deutschen Bahn AG in Anspruch genommen werden. Alle mit der Deutschen Bahn AG im Wettbewerb stehenden Verkehrsunternehmen zusammen erreichen dagegen nur eine Abnahmemenge von 1.200 GWh.
Die Bundesnetzagentur fordert (Stand: Dezember 2011) zusätzliche Kompetenzen, um für mehr Wettbewerb sorgen zu können. Könnte die Behörde bislang nur bei einem konkreten Missbrauchsverdacht eingreifen, sei es für eine effektive Kontrolle notwendig, auch unabhängig von konkreten Vorfällen Einblick in Unterlagen zu erhalten, die zur Prüfung von Nutzungsbedingungen notwendig seien.
Der Produktpreis unterliegt nach geltendem Recht weder der Eisenbahn-, noch der Energieregulierung.

### Ermittlungen der Europäischen Kommission
Am 31. März 2011 wurden Büros der Deutschen Bahn in Berlin, Frankfurt und Mainz durchsucht. Der Durchsuchung lag der Verdacht zugrunde, die DB habe ihren eigenen Konzerntöchtern niedrigere Energiepreise berechnet als den Konkurrenten. Die EU-Kommission vermutet den Missbrauch einer marktbeherrschenden Stellung. Als Auslöser gelten mehrere Beschwerden von Wettbewerbern. Bei den Durchsuchungen wurden Dokumente gefunden, die auf weitere Kartellverstöße hinwiesen.
Die Europäische Kommission leitete Mitte 2012 wegen des Verdachts auf unredliches Geschäftsgebaren ein Kartellverfahren gegen die Deutsche Bahn AG und mehrere ihrer Tochtergesellschaften  ein. Die Wettbewerbsaufsicht untersucht, ob die DB Energie GmbH nicht zum DB-Konzern gehörige Verkehrsunternehmen über höhere Preise benachteiligt hat.
Die Deutsche Bahn kündigte Mitte August 2013 an, das Bahnstrompreissystem zu ändern, um ein Kartellverfahren der EU-Kommission abzuwenden. Das Angebot der DB sieht daneben unter anderem vor, Mengen- und Laufzeitrabatte abzuschaffen und nicht zum DB-Konzern gehörenden Eisenbahnverkehrsunternehmen einen Nachlass von vier Prozent auf ihre letzte Jahresrechnung zu gewähren. Auch sollen andere Stromanbieter Zugang zum Bahnstromnetz erhalten. Nach dem Angebot haben andere Marktteilnehmer einen Monat für eine Stellungnahme Zeit. Am 18. Dezember 2013 gab die EU-Kommission bekannt, die von der DB angebotenen Zusagen über die Bahnstrom-Preisgestaltung zu akzeptieren. Diese sehen unter anderem vor, durch Abschaffung von Rabatten allen Eisenbahnverkehrsunternehmen (EVU) gleiche Konditionen anzubieten und es nicht zum DB-Konzern gehörenden Stromanbietern ab dem 1. Juli 2014 zu ermöglichen, Bahnstrom anzubieten. Konzernfremden EVUs erhalten vier Prozent ihrer Bahnstromrechnung für das Jahr 2013 erstattet. Die Zusagen sind zunächst auch fünf Jahre befristet und sollen mit mithilfe eines von dem Unternehmen zu bezahlenden Treuhänders überwachtet werden. Dieser Treuhänder und die Kommission müssen ab 2015 jährlich über die Geschäftszahlen des Vorjahres detailliert informiert werden. Jede Veränderung der Lieferpreise für Bahnstrom sind darüber hinaus einen Monat vor Inkrafttreten der Kommission schriftlich zu erläutern.
Mit diesen Zugeständnissen wurde ein Kartellverfahren abgewendet.
Klagen mehrerer Tochterunternehmen der Deutschen Bahn gegen die Durchsuchungen gegen die Europäische Kommission wies das Gericht der Europäischen Union mit Urteil vom 6. September 2013 ab.

## Weitere Preissysteme
- Bahnstrompreissystem (Schweiz)
- Stationspreissystem
- Trassenpreissystem